# Liste des voyages officiels effectués par Kim Il-sung

Kim Il-sung

Ce qui suit est une liste des voyages officiels effectués par Kim Il-sung en tant que principal dirigeant de la république populaire démocratique de Corée, d'abord en tant que Premier ministre de 1948 à 1972 puis comme président de la République de 1972 à son décès en 1994.
Il a effectué quarante-six voyages à l'étranger dans quinze pays différents, ses principaux déplacements se sont fait en Chine et en URSS.
Le nombre de visites par pays où il a voyagé est :
- 11 visites en Chine ;
- 10 visites en URSS ;
- 4 visites en Roumanie ;
- 3 visites en Bulgarie ;
- 2 visites au Nord Viêt Nam ;
- 2 visites en Yougoslavie ;
- 2 visites en Pologne ;
- 2 visites en Allemagne de l'est ;
- 2 visites en Tchécoslovaquie ;
- 2 visites en Hongrie ;
- 2 visites en Mongolie ;
- 1 visite en Albanie ;
- 1 visite en Indonésie ;
- 1 visite en Algérie ;
- 1 visite en Mauritanie.

## Sommaire des voyages officiels

### années 1940
| Pays | Lieux visités | Date(s)           | Dirigeant(s) rencontré(s)                                                   | Détail | Image |
| ---- | ------------- | ----------------- | --------------------------------------------------------------------------- | ------ | ----- |
| URSS | Moscou        | 3 au 25 mars 1949 | Secrétaire général du Parti communiste de l'Union soviétique Joseph Staline | ,      |       |

### années 1950
| Pays                                      | Lieux visités | Date(s)                        | Dirigeant(s) rencontré(s)                                                                 | Détail | Image |
| ----------------------------------------- | ------------- | ------------------------------ | ----------------------------------------------------------------------------------------- | --- | ----- |
| URSS                                      | Moscou        | 10 au 23 septembre 1953        | Président du Conseil des ministres de l'URSS Gueorgui Malenkov                            | Visite d'État |       |
| Chine                                     | Pékin         | 10 au 27 novembre 1953         | Président du Gouvernement populaire central chinois Mao Zedong                            | Visite d'État |       |
| Chine                                     | Pékin         | 28 septembre au 5 octobre 1954 | Président de la république populaire de Chine Mao Zedong                                  | Participation aux célébrations du 5ème anniversaire de la fondation de la république populaire de Chine                                                    |       |
| URSS                                      | Moscou        | 1er au 6 juin 1956             | Premier secrétaire du Parti communiste de l'Union soviétique Nikita Khrouchtchev          | |       |
| Allemagne de l'est                        | Berlin-Est    | 7 au 12 juin 1956              | Président de la République démocratique allemande Wilhelm Pieck                           | Visite d'État |       |
| Rép. pop. roumaine Roumanie               | Bucarest      | 13 au 17 juin 1956             | Secrétaire général du Parti communiste roumain Gheorghe Gheorghiu-Dej                     | Visite d'État |       |
| Hongrie                                   | Budapest      | 17 au 20 juin 1956             | Secrétaire général du Parti hongrois des travailleurs Mátyás Rákosi                       | Visite d'État |       |
| Tchécoslovaquie                           | Prague Pilsen | 21 au 25 juin 1956             | Président de la République tchécoslovaque Antonín Zápotocký                               | Visite d'État |       |
| Bulgarie                                  | Sofia         | 25 au 26 juin 1956             | Secrétaire général du Parti communiste bulgare Todor Jivkov                               | Visite d'État |       |
| République populaire socialiste d'Albanie | Tirana        | 29 juin au 1er juillet 1956    | Premier secrétaire du Parti du travail d'Albanie Enver Hoxha                              | |       |
| Pologne                                   | Varsovie      | 2 au 6 juillet 1956            | Premier secrétaire du Parti ouvrier unifié polonais Edward Ochab                          | |       |
| URSS                                      | Moscou        | 6 au 16 juillet 1956           | Premier secrétaire du Parti communiste de l'Union soviétique Nikita Khrouchtchev          | Durant cette visite l'incident de la faction d'août qui tenta de renversé Kim Il-sung eu lieu                                                              |       |
| Mongolie                                  | Oulan-Bator   | 16 au 18 juillet 1956          | Président du Conseil des ministres de la République populaire mongole Yumjagiyn Tsedenbal | Visite d'État |       |
| URSS                                      | Moscou        | 4 au 21 novembre 1957          | Premier secrétaire du Parti communiste de l'Union soviétique Nikita Khrouchtchev          | Participation aux célébrations du 40e anniversaire de la révolution d'Octobre et à la Rencontre internationale des partis communistes et ouvriers de 1957. |       |
| Chine                                     | Pékin         | 21 au 28 novembre 1958         | Président de la république populaire de Chine Mao Zedong                                  | |       |
| Nord Viêt Nam                             | Hanoï         | 28 novembre au 2 décembre 1958 | Président de la république démocratique du Viêt Nam Hô Chi Minh                           | |       |
| URSS                                      | Moscou        | 14 janvier au 6 février 1959   | Premier secrétaire du Parti communiste de l'Union soviétique Nikita Khrouchtchev          | |       |
| Chine                                     | Pékin         | 1er octobre 1959               | Président du Parti communiste chinois Mao Zedong                                          | Participation aux célébrations du 10ème anniversaire de la fondation de la république populaire de Chine                                                   |       |

### années 1960
| Pays          | Lieux visités | Date(s)               | Dirigeant(s) rencontré(s)                                                        | Détail |
| ------------- | ------------- | --------------------- | -------------------------------------------------------------------------------- | --- |
| URSS          | Moscou        | 3 au 25 mars 1961     | Premier secrétaire du Parti communiste de l'Union soviétique Nikita Khrouchtchev | |
| Chine         | Pékin         | 11 au 15 juillet 1961 | Président du Parti communiste chinois Mao Zedong                                 | Signature du Traité d'amitié, de coopération et d'assistance mutuelle entre la Chine et la Corée du nord                                                       |
| URSS          | Moscou        | 17 au 31 octobre 1961 | Premier secrétaire du Parti communiste de l'Union soviétique Nikita Khrouchtchev | Participation au 22e Congrès du Parti communiste de l'Union soviétique                                                                                         |
| Nord Viêt Nam | Hanoï         | Novembre 1964         | Président de la république démocratique du Viêt Nam Hô Chi Minh                  | |
| Indonésie     | Bandung       | 10 au 20 avril 1965   | Président de la république d'Indonésie Soekarno                                  | Kim a prononcé un discours historique intitulé « Sur la construction socialiste en république populaire démocratique de Corée et la révolution sud-coréenne ». |
| Roumanie      | Bucarest      | 3 au 7 juillet 1966   | Secrétaire général du Parti communiste roumain Nicolae Ceaușescu                 | Participation au sommet du Conseil d'assistance économique mutuelle                                                                                            |

Selon certaines informations, deux réunions secrètes auraient eu lieu entre Kim et le dirigeant soviétique Leonid Brejnev en 1966 et 1968 en URSS, la première ayant eu lieu sur le croiseur soviétique Varyag.

### années 1970
| Pays        | Lieux visités                | Date(s)               | Dirigeant(s) rencontré(s)                                                       | Détail                                                                                          | Image |
| ----------- | ---------------------------- | --------------------- | ------------------------------------------------------------------------------- | ----------------------------------------------------------------------------------------------- | ----- |
| Chine       | Pékin                        | Octobre 1970          | Président du Parti communiste chinois Mao Zedong                                |                                                                                                 |       |
| Chine       | Pékin                        | 18 au 26 avril 1975   | Président du Parti communiste chinois Mao Zedong                                |                                                                                                 |       |
| Roumanie    | Bucarest                     | 22 au 26 mai 1975     | Président de la république socialiste de Roumanie Nicolae Ceaușescu             | Visite d'État                                                                                   |       |
| Algérie     | Alger                        | 26 au 30 mai 1975     | Président du Conseil de la révolution d'Algérie Houari Boumédiène               | Visite d'État                                                                                   |       |
| Mauritanie  | Nouakchott                   | 30 mai au 4 juin 1975 | Président de la république islamique de Mauritanie Moktar Ould Daddah           | Il a affirmé que cette visite était « le plus grand événement de l'histoire de la Mauritanie ». |       |
| Bulgarie    | Sofia                        | 4 au 5 juin 1975      | Président du Conseil d'État de la république populaire de Bulgarie Todor Jivkov | Visite d'État                                                                                   |       |
| Yougoslavie | Bled Lac de Bohinj Ljubljana | 5 au 10 juin 1975     | Président de la république fédérative socialiste de Yougoslavie Josip Broz Tito |                                                                                                 |       |

### années 1980
| Pays               | Lieux visités | Date(s)                     | Dirigeant(s) rencontré(s)                                                                             | Détail                                           | Image |
| ------------------ | ------------- | --------------------------- | --- | ------------------------------------------------ | ----- |
| Yougoslavie        | Belgrade      | 7 au 9 mai 1980             | Président de la présidence de la république fédérative socialiste de Yougoslavie Lazar Koliševski     | Participation aux funérailles de Josip Broz Tito |       |
| Roumanie           | Bucarest      | 9 au 13 mai 1980            | Président de la république socialiste de Roumanie Nicolae Ceaușescu                                   | Visite d'État                                    |       |
| Chine              | Pékin Chengdu | 15 au 26 septembre 1982     | Président de la Commission militaire centrale du Parti communiste chinois Deng Xiaoping               |                                                  |       |
| Chine              | Pékin         | 2 au 12 juin 1983           | Secrétaire général du Parti communiste chinois Hu Yaobang                                             |                                                  |       |
| URSS               | Moscou Minsk  | 16 au 27 mai 1984           | Secrétaire général du Parti communiste de l'Union soviétique Konstantin Tchernenko                    | Visite d'État                                    |       |
| Pologne            | Varsovie      | 27 au 29 mai 1984           | Premier secrétaire du Parti ouvrier unifié polonais Wojciech Jaruzelski                               |                                                  |       |
| Allemagne de l'est | Berlin-Est    | 29 mai au 4 juin 1984       | Président du Conseil d'État de la République démocratique allemande Erich Honecker                    | Visite d'État                                    |       |
| Tchécoslovaquie    | Prague        | 4 au 7 juin 1984            | Président de la République tchécoslovaque Gustáv Husák                                                | Visite d'État                                    |       |
| Hongrie            | Budapest      | 7 au 10 juin 1984           | Premier secrétaire du Parti socialiste ouvrier hongrois János Kádár                                   | Visite d'État                                    |       |
| Bulgarie           | Sofia         | 10 au 15 juin 1984          | Président du Conseil d'État de la république populaire de Bulgarie Todor Jivkov                       | Visite d'État                                    |       |
| URSS               | Moscou        | 22 au 27 octobre 1986       | Secrétaire général du Parti communiste de l'Union soviétique Mikhaïl Gorbatchev                       |                                                  |       |
| Chine              | Pékin         | 20 au 23 mai 1987           | Secrétaire général du Parti communiste chinois Zhao Ziyang                                            |                                                  |       |
| Mongolie           | Oulan-Bator   | 25 juin au 1er juillet 1988 | Président du Præsidium du Grand Khoural d’État de la république populaire de Mongolie Jambyn Batmönkh | Visite d'État                                    |       |

### années 1990
| Pays  | Lieux visités | Date(s)              | Dirigeant(s) rencontré(s)                                  | Détail |
| ----- | ------------- | -------------------- | ---------------------------------------------------------- | ------ |
| Chine | Pékin         | 3 au 15 octobre 1991 | Secrétaire général du Parti communiste chinois Jiang Zemin | ,      |